# Nilo Espinosa
Nilo Espinosa es un músico, compositor y arreglista peruano de jazz. Considerado uno de los más importantes difusores de este género en Perú, además fundador de importantes bandas de fusión del jazz, soul, funk, rock, ritmos latinos, afroperuano como Bossa 70, Nil's Jazz Ensemble, Los Hilton's, acompañante en la orquesta de Barry White en Lima entre otros.

## Historia

### Inicios
En 1959 ingresó al Conservatorio Nacional de Música. En 1962 debutó en la Orquesta Neptuno, club ubicado en el autocinema en San Isidro. En 1963 formó parte de la banda del Astoria Jazz Club ubicado en Miraflores junto a Miguel Reyna en piano, Roberto Raffaeli en bajo y Cocho Arbe en batería.

### Los Hilton's
En 1965 formó Los Hilton's junto a destacados músicos como Otto de Rojas en piano y órgano, José ‘Pepe’ Hernández en contrabajo, Roberto ‘Tito’ Cruz (Black Sugar) en batería, Charlie Palomares en percusión y Pedro Guajardo en guitarra. Paralelamente trabajaría en MAG y otras casas discográficas como músico de apoyo y donde participa en muchas grabaciones y arreglos. Tocó junto a destacados músicos peruanos como Jaime Delgado Aparicio y Alex Acuña.
En 1967 graban en LP Aquí vienen los Hilton´s realizando muchas presentaciones como en el famoso y antiguo Sky Room del Hotel Crillón en Lima.

### Bossa 70
En las oficinas de El Virrey conoce a Carmen Rosa Basurco una afroperuana que tenía gusto por la bossanova y que cantaba en portugués e inglés, es así como decide formar Bossa 70 junto a Enrique Suescum en trompeta y trombón, Otto de Rojas en teclados, Roberto Rafaeli en bajo y Roberto ‘Tito’ Cruz en batería. Inicialmente graban un EP de 4 temas y para 1971 graban un único LP homónimo, donde participaron otros grandes músicos como Pico Ego Aguirre en guitarra, Víctor Cuadros en piano, Manuel Marañón en percusión y Adolfo Bonariva en timbales, para fines de ese mismo año viaja a Alemania para especializarse en el Conservatorio de ese país, el grupo seguiría bajo la dirección de Cocho Arbe hasta 1973.

### Nil's Jazz Ensemble
Luego de volver a Lima en 1974, después de haber tocado con un quinteto en Berlín, formaría Nil's Jazz Ensemble junto a Pancho Sáenz en trompeta, Miguel ‘Chino’ Figueroa (Black Sugar) en teclados, Oscar Stagnaro en bajo, Andrés Silva en batería y percusión, Jorge Montero, Richie Zellon y Ramón Stagnaro en guitarras. Con quienes en 1976 graban un único LP considerada una de las más grandes joyas del jazz hechas en el país.
Luego se formaría tras el éxito de este LP Nil´s Big Band Jazz Ensemble donde participaron diversos músicos peruanos, el jazz era muy difundido en Lima, hacían conciertos en teatros y clubes.

### Solista
En 1977 acompañó a la orquesta de Barry White en su presentación en Lima.
En 2007 la disquera Vampisoul sacó un disco recopilatorio de él.
Sigue en actividad tocando ocsionalmente con su grupo, o invitado con algunos grupos locales de Lima y grabando en su home studio, habiendo editado los siguientes CD:
Amor Con saxo Volumen l en 2008 label Iempsa
Amor Con saxo Volumen 2 en 2009 label Iempsa
Dream Swing en 2011 label Xendra
Éxitos De Siempre en 2012 de ZProyectos